# Giải bóng đá hạng nhất quốc gia Bỉ 1967–68
Đây là thống kê của Giải bóng đá hạng nhất quốc gia Bỉ mùa giải 1967-68.

## Tổng quan
Giải có sự tham gia của 16 đội, và R.S.C. Anderlecht giành chức vô địch.

## Bảng xếp hạng
| Vị thứ | Đội bóng                       | St | T  | H | B  | BT | BB | Đ  | HS  | Ghi chú                                       |
| ------ | ------------------------------ | -- | -- | - | -- | -- | -- | -- | --- | --------------------------------------------- |
| 1      | R.S.C. Anderlecht              | 30 | 20 | 6 | 4  | 67 | 24 | 46 | +43 | Tham gia European Cup 1968-69.                |
| 2      | Club Brugge K.V.               | 30 | 19 | 7 | 4  | 53 | 21 | 45 | +32 | Tham gia European Cup Winners' Cup 1968-69.   |
| 3      | Standard Liège                 | 30 | 16 | 8 | 6  | 53 | 31 | 40 | +22 | Tham gia Inter-Cities Fairs Cup 1968–69.      |
| 4      | K.S.V. Waregem                 | 30 | 14 | 8 | 8  | 42 | 35 | 36 | +7  | Tham gia Inter-Cities Fairs Cup 1968–69.      |
| 5      | K. Sint-Truidense V.V.         | 30 | 14 | 6 | 10 | 52 | 38 | 34 | +14 |                                               |
| 6      | Beerschot                      | 30 | 11 | 7 | 12 | 42 | 38 | 29 | +4  | Tham gia Inter-Cities Fairs Cup 1968–69.      |
| 7      | Lierse S.K.                    | 30 | 12 | 3 | 15 | 50 | 66 | 27 | -16 |                                               |
| 8      | R. Charleroi S.C.              | 30 | 11 | 5 | 14 | 33 | 39 | 27 | -6  |                                               |
| 9      | Daring Club Bruxelles          | 30 | 11 | 5 | 14 | 39 | 54 | 27 | -15 | Tham gia Inter-Cities Fairs Cup 1968–69.      |
| 10     | R.F.C. de Liège                | 30 | 10 | 7 | 13 | 32 | 41 | 27 | -9  |                                               |
| 11     | Racing White                   | 30 | 9  | 9 | 12 | 41 | 44 | 27 | -3  |                                               |
| 12     | Beringen FC                    | 30 | 11 | 4 | 15 | 42 | 50 | 26 | -8  |                                               |
| 13     | K.S.K. Beveren                 | 30 | 9  | 7 | 14 | 30 | 42 | 25 | -12 |                                               |
| 14     | KV Mechelen                    | 30 | 9  | 5 | 16 | 32 | 41 | 23 | -9  |                                               |
| 15     | Royal Antwerp FC               | 30 | 6  | 9 | 15 | 23 | 42 | 21 | -19 | Xuống hạng Giải bóng đá hạng nhì quốc gia Bỉ. |
| 16     | R.O.C. de Charleroi-Marchienne | 30 | 8  | 4 | 18 | 29 | 54 | 20 | -25 | Xuống hạng Giải bóng đá hạng nhì quốc gia Bỉ. |